# Vincenzo Zarri
Vincenzo Zarri (Bologna, 23 ottobre 1929) è un vescovo cattolico italiano, dal 12 novembre 2005 vescovo emerito di Forlì-Bertinoro.

## Biografia
Nasce a Bologna, città capoluogo di provincia e sede arcivescovile, il 23 ottobre 1929, da Raffaele e Rosa Trebbi.

### Formazione e ministero sacerdotale
Nel 1940 entra nel seminario arcivescovile di Bologna, vi compie gli studi ecclesiastici, completati poi con il corso teologico presso il pontificio seminario regionale.
Il 25 luglio 1952 è ordinato presbitero, nella basilica di San Giacomo Maggiore a Bologna, dall'arcivescovo Giacomo Lercaro (poi cardinale).
Dopo l'ordinazione è insegnante e prefetto di disciplina nel seminario arcivescovile, di cui nel 1955 è nominato vice-rettore. Nel 1960 gli viene affidato anche l'incarico di rettore dell'istituto per le vocazioni adulte. Dall'11 febbraio 1961 è anche canonico della basilica di San Petronio. Durante l'anno scolastico 1962-1963 è direttore spirituale dei teologi del pontificio seminario regionale di Bologna.
Il 23 settembre 1963 è nominato rettore del seminario arcivescovile di Bologna e il 29 gennaio 1964 diventa canonico della cattedrale di san Pietro; dal 26 novembre 1970 è canonico-parroco della stessa cattedrale e ricopre pure l'incarico di vicario urbano di Bologna centro fino alla nomina episcopale.
Dal 1968 al 1976 fa parte del consiglio presbiterale diocesano.

### Ministero episcopale
Il 24 maggio 1976 papa Paolo VI lo nomina vescovo ausiliare di Bologna e vescovo titolare di Luni. Il 29 giugno seguente riceve l'ordinazione episcopale, nella cattedrale di Bologna, dal cardinale Antonio Poma, co-consacranti i vescovi Marco Cé (poi patriarca e cardinale) e Benito Cocchi (poi arcivescovo).
Il 6 giugno 1976 è nominato vicario generale dell'arcidiocesi di Bologna; il 30 aprile 1983 viene confermato nell'incarico dal nuovo arcivescovo Enrico Manfredini e, dopo l'improvvisa morte dello stesso, è eletto amministratore diocesano dell'arcidiocesi. Il 2 giugno 1984 viene riconfermato vicario generale dal nuovo arcivescovo Giacomo Biffi (poi cardinale).
Il 9 aprile 1988 papa Giovanni Paolo II lo nomina vescovo di Forlì-Bertinoro; succede a Giovanni Proni, dimessosi per raggiunti limiti di età. Il 29 maggio successivo prende possesso della diocesi.
Il 12 novembre 2005 papa Benedetto XVI accoglie la sua rinuncia, presentata per raggiunti limiti di età, al governo pastorale della diocesi di Forlì-Bertinoro; gli succede Lino Pizzi, del clero di Modena-Nonantola. Rimane amministratore apostolico della diocesi fino all'ingresso del nuovo vescovo, avvenuto il 29 gennaio 2006.

## Genealogia episcopale
La genealogia episcopale è:
- Cardinale Scipione Rebiba
- Cardinale Giulio Antonio Santori
- Cardinale Girolamo Bernerio, O.P.
- Arcivescovo Galeazzo Sanvitale
- Cardinale Ludovico Ludovisi
- Cardinale Luigi Caetani
- Cardinale Ulderico Carpegna
- Cardinale Paluzzo Paluzzi Altieri degli Albertoni
- Papa Benedetto XIII
- Papa Benedetto XIV
- Cardinale Enrico Enriquez
- Arcivescovo Manuel Quintano Bonifaz
- Cardinale Buenaventura Córdoba Espinosa de la Cerda
- Cardinale Giuseppe Maria Doria Pamphilj
- Papa Pio VIII
- Papa Pio IX
- Cardinale Gustav Adolf von Hohenlohe-Schillingsfürst
- Arcivescovo Salvatore Magnasco
- Cardinale Gaetano Alimonda
- Cardinale Agostino Richelmy
- Vescovo Giuseppe Castelli
- Vescovo Carlo Allorio
- Cardinale Antonio Poma
- Vescovo Vincenzo Zarri

## Opere
- Monsignor Cesare Sarti: tratti biografici e scritti, Bologna, La grafica emiliana, 1971.
- Celebriamo la salvezza del Signore: omelie e discorsi, Forlì, Centro studi per la storia religiosa forlivese, 2001.
- Un canto di lode al Signore. Benedetta Bianchi Porro. Un Vangelo della Croce, della Luce, della Gioia, Himolah edizioni, 2013.